# Schriftpropheten
Schriftpropheten, auch Neviim Acharonim, (hebräisch נְבִיאִים אֲחָרוֹנִים ‚Hintere Propheten‘) sind Propheten aus dem vorchristlichen Judentum, von denen längere zusammenhängende Passagen prophetischer Rede, als Erzählung in einem Text, in der hebräischen Bibel überliefert sind, die – wie alle Teile der hebräischen Bibel – in die christliche Bibel übernommen wurden. Diese Texte stammen aus der Zeit zwischen 750 und 400 v. Chr. Anders ist es bei den biblischen Propheten früherer Zeiten wie Samuel, Natan, Elija, Elischa und weiteren. Bei diesen Propheten stehen in der biblischen Schilderung einzelne Worte und Taten im Vordergrund.

## Einteilung und Unterscheidung
Die Verkündungen der Schriftpropheten stehen im Unterschied zu den vor-literarischen (vorderen) Propheten; Letztere haben keine Schriften hinterlassen, vielmehr wurden Berichte über sie und ihre Aussagen niedergeschrieben (zeitlicher Rahmen der Prophetie im Tanach).
In der jüdischen Tradition heißen sie:
- erste/vordere Propheten, Neviim Rischonim (hebräisch נְבִיאִים רִאשׁוֹנִים), das sind Josua (יְהוֹשֻׁעַ), Richter (hebräisch שֹׁפְטִים), Samuel (hebräisch שְׁמוּאֵל), Könige (hebräisch מְלָכִים)[5][6]

während die Schriftpropheten
- letzte/hintere Propheten, Neviim Acharonim (hebräisch נְבִיאִים אֲחָרוֹנִים) genannt werden, das sind Hesekiel (hebräisch יְחֶזְקֵאל), Hosea (hebräisch הושע), Joel (hebräisch וֹאֵל), Amos (hebräisch עָמוֹס), Obadja (hebräisch עֹבַדְיָה), Jona (hebräisch יוֹנָה), Micha (hebräisch מִיכָה), Nahum (hebräisch נַחוּם), Habakuk (hebräisch חֲבַקּוּק), Zefanja (hebräisch צְפַנְיָה), Haggai (hebräisch חַגַּי), Sacharja (hebräisch זְכַרְיָה) und Maleachi (hebräisch מַלְאָכִי).[7][8]

Alle diese Begriffe bezeichnen selten die einzelnen Personen, sondern es ist meist die zusammenhängende Gruppe biblischer Schriften gemeint.
Aus dem Wort Schriftpropheten darf man nicht schließen, dass diese Propheten ihre Botschaft schriftlich übermittelt haben. Vielmehr sind es Aufzeichnungen gesprochener Rede, die der Prophet selbst oder jemand anderes vorgenommen hat (Redaktor bzw. Redaktoren). Außerdem gibt es in unterschiedlichem Maße dazwischen biographische Abschnitte, die in der ersten oder dritten Person geschrieben sind.
Nach der Länge des biblischen Berichts unterscheidet man:
- Große Propheten: jeweils ein biblisches Buch, das den Namen des Propheten im Titel führt
- Kleine Propheten: zwölf kürzere Schriftstücke, die zusammen auf eine Schriftrolle passen, das Zwölfprophetenbuch

Diese Bezeichnungen beziehen sich nur auf die Länge des Textes und sind keine Wertung der Bedeutung eines Propheten.

## Gliederung im Zuge der Kanonisierungen
In der hebräischen Bibel sind die Schriften der Propheten Jesaja, Jeremia und Ezechiel jeweils ein Buch und die der zwölf kleinen Propheten zusammen das Zwölfprophetenbuch. Diese vier Bücher bilden die Gruppe der „hinteren Propheten“. Das jüngere Buch Daniel (etwa 160 v. Chr.) ist bei den „Schriften“ eingeordnet.
In der christlichen Bibel sind die Schriften der Propheten Jesaja, Jeremia, Ezechiel, Daniel und der zwölf kleinen Propheten jeweils ein Buch. Diese sechzehn Bücher bilden die Gruppe der alttestamentlichen „Propheten“. Dort findet sich auch das Buch der Klagelieder und in der katholischen und orthodoxen Tradition darüber hinaus einige deuterokanonische Schriften.